# Thunder (film 1983)
Thunder è un film del 1983 diretto da Fabrizio De Angelis che firma l'opera come Larry Ludman.  La pellicola, conosciuta anche con il titolo internazionale "Thunder Warrior", ricalca nella trama la stessa vicenda presentata nel film Rambo ma, in questo caso, a tornare nella propria terra natia non è un reduce del Vietnam ma un giovane pellerossa.

## Trama
Stati Uniti. Thunder, un giovane pellerossa, dopo una lunga assenza fa ritorno a casa e scopre che nel frattempo molte cose non sono più come prima. Sulla collina dei Corvi, dove si trova il cimitero della sua tribù, alcuni operai sono al lavoro per costruire un osservatorio nonostante un trattato, firmato dal nonno di Thunder molti anni prima con il governo degli Stati Uniti, non lo permetterebbe. Dopo essersi scontrato con gli operai del cantiere, Thunder si reca dalle autorità della contea per far valere i diritti della sua famiglia su quelle terre ma lo sceriffo lo caccia in malo modo consigliandogli di non impicciarsi di certe cose. Di rientro a casa, dalla inconcludente protesta, Thunder, viene brutalmente aggredito dagli operai del cantiere con in quali si era scontrato precedentemente, decide quindi di denunciare il tutto allo sceriffo ma anche in quella sede, a causa della sua insistenza e delle rogne che sta provocando, trova solo violenza da parte dei poliziotti locali intenzionati, a questo punto, ad arrestarlo.
Thunder riesce a fuggire e dopo aver rubato alcune armi in un supermercato si nasconde sulle montagne circostanti dando inizio alla propria guerra privata. Riuscendo a mettere, uno ad uno, fuori combattimento tutti gli uomini che gli danno la caccia. Thunder diventa presto un eroe nazionale anche grazie all'impegno di un giornalista che, appassionatosi al caso, ne traccia il profilo come se si trattasse di un vero e proprio super combattente. Durante questa guerra personale non mancano però i momenti drammatici per Thunder, come ad esempio la morte di un vecchio indiano suo nonno nell'incendio del cimitero e il rapimento di Sheela, la sua fidanzata, da parte degli operai del cantiere. Grazie alla sua astuzia, Thunder riesce a liberare Sheela e dopo essersi impadronito di un bulldozer si dirige in città con l'intenzione di metterla a ferro e fuoco a cominciare dall'ufficio dello sceriffo e dalla banca locale che vengono totalmente rasi al suolo. Con la complicità di un poliziotto (cui Thunder aveva salvato precedentemente la vita, e quindi in debito) che fa credere allo sceriffo che l'indiano ribelle sia rimasto vittima del grande incendio finale, Thunder e la sua fidanzata riescono a fuggire dalla città.

## Colonna sonora

### Album
La colonna sonora originale di Thunder è stata prodotta da Francesco de Masi e pubblicata nel 1983 su dischi Beat Records Company (LPF 064).

#### Tracce
1. Arizona Mountain 	 2:25
2. The Old Indian Man 2:30
3. Thunder Vengeance 	 1:53
4. Wanted Thunder 	 1:41
5. Gasoline Fire 2:06
6. Thunder Escape 	 2:28
7. Thunder Suspense 	 1:27
8. Thunder Escape 3:31
9. Thunder Gymckana 	 3:08
10. Where Is Thunder ? 	 1:33
11. Wanted Thunder 1:05
12. Police Patrol 	 1:49
13. Thunder Suspense 	 2:19
14. Indian Shop 	         1:44

Musiche composte e arrangiate da Francesco De Masi. Armonica a bocca suonata da Franco De Gemini.

## Promozione
- I manifesti e le locandine usate per la promozione del film all'epoca della sua diffusione nelle sale cinematografiche italiane sono state curate dal celebre illustratore Enzo Sciotti.[3]
- "Un'intera città gli dava la caccia" è lo slogan utilizzato per pubblicizzare il film sulle locandine inserite nelle pagine dedicate alla programmazione cinematografica dei quotidiani dell'epoca.[4]

## Distribuzione
Il film è stato distribuito nelle sale italiane a partire dal 9 dicembre del 1983.

### Edizioni home video
- La pellicola è stata distribuita in Italia su una videocassetta VHS dalla Star Video nel 1986.
- Una versione in DVD è stata distribuita in Italia dalla Avo Film nel 2004.[6]

## Accoglienza

### Critica
In riferimento alla celebre pellicola Rambo, a cui il film si ispira, sul giornale La Stampa, in un articolo del 1983 dedicato alla presentazione della pellicola, viene specificato che "chi ha già visto l'interessantissimo modello originale di Kotcheff interpretato da Stallone, rimarrà interdetto da tanta disinvoltura. Gli altri si godranno brutalità in serie senza l'obbligo di fare imbarazzanti paragoni con i sedicenti Ludman e Gregory."

## Sequel
- Thunder 2, regia di Fabrizio De Angelis (1987)
- Thunder 3, regia di Fabrizio De Angelis (1988)